# Berlin-Stettiner Eisenbahn-Gesellschaft

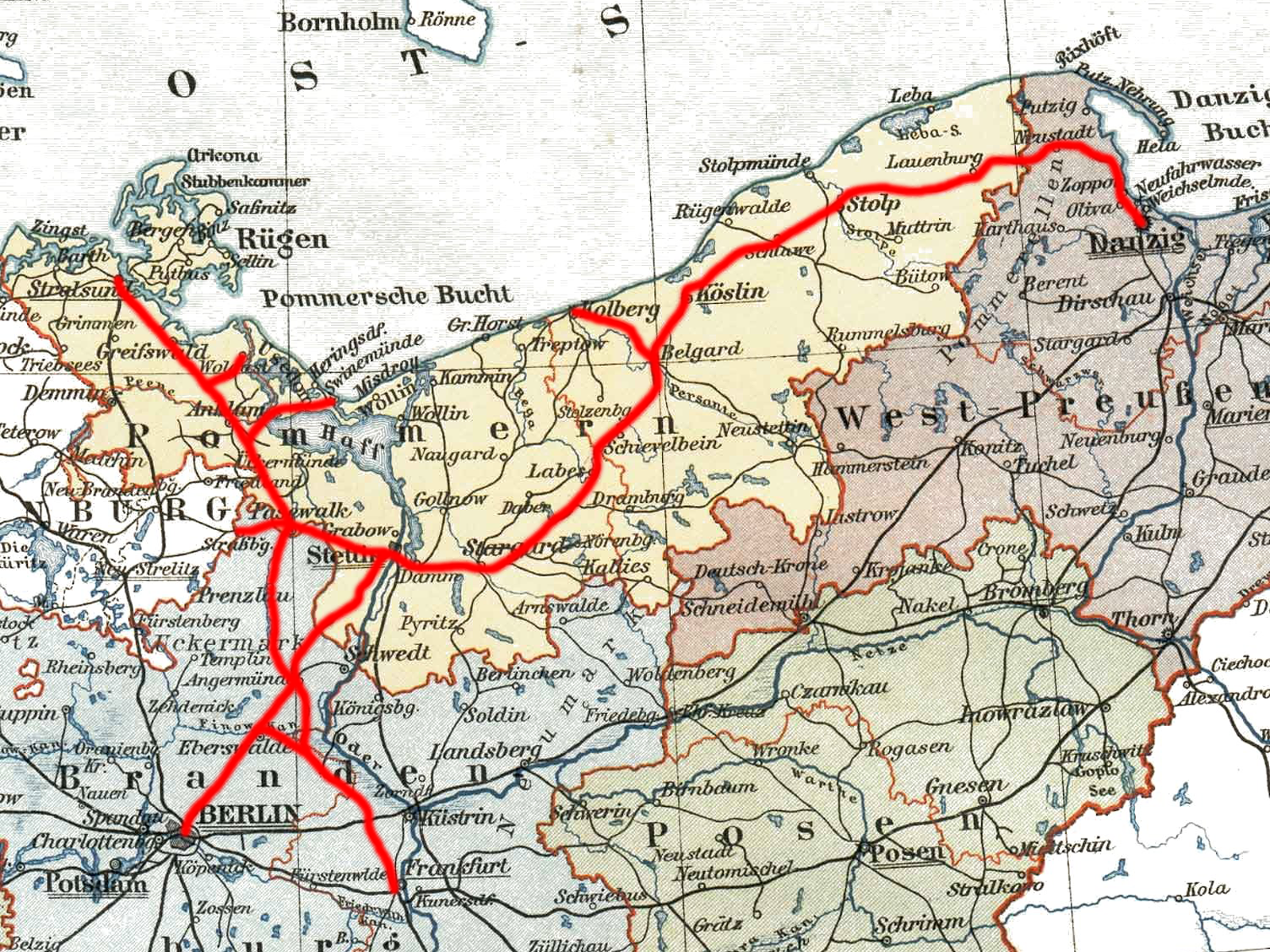
Streckennetz der Berlin-Stettiner Eisenbahn-Gesellschaft, um 1877

Die Berlin-Stettiner Eisenbahn-Gesellschaft (BStE) war ein privates preußisches Eisenbahnunternehmen, das von 1840 bis 1885 bestand. Die Hauptstrecke der Gesellschaft war die 1842 bis 1843 eröffnete Bahnstrecke Berlin – Stettin. Bis 1877 erweiterte die Gesellschaft ihr Netz um weitere Strecken in Vor- und Hinterpommern auf eine Gesamtlänge von rund 960 Kilometern; sie gehörte damit zu den größten deutschen Privatbahnen. Am 13. Juni 1879 kaufte der preußische Staat die Gesellschaft zum 1. Februar 1880 auf. Die Betriebsführung oblag ab diesem Zeitpunkt der Königlichen Eisenbahn-Direktion der Berlin-Stettiner Eisenbahn. Die Gesellschaft bestand daneben bis zu ihrer Auflösung fünf Jahre später fort.

## Geschichte

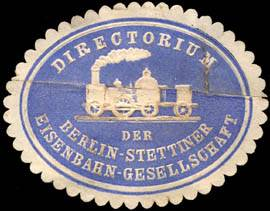
Siegelmarke der Berlin-Stettiner Eisenbahn-Gesellschaft

### Gründung und Bau der Stammstrecke
Angeregt durch Friedrich Lists Entwurf für ein deutsches Eisenbahn-System von 1833 empfahl der Herausgeber der Börsen-Nachrichten der Ostsee, Adolf Altvater, am 24. März 1835 den Vorsitzenden der Stettiner Kaufmannschaft in einer Eingabe den Bau einer Eisenbahnstrecke zwischen Stettin und Berlin. Im Verlauf der Prüfung des Vorhabens schlossen sich die Stettiner Kaufleute am 14. Mai 1835 zum Berlin-Stettiner Eisenbahn-Komité zusammen, welches daraufhin mit der Berliner Kaufmannschaft in Verbindung trat. Dem Komitee gehörten unter anderem Joseph Mendelssohn und Wilhelm Gribel an, als Vorsitzender wurde der Stettiner Oberbürgermeister Andreas Friedrich Masche bestimmt. Durch Allerhöchste Kabinettsorder (AKO) vom 10. Juli 1836 erhielt das Komitee die vorläufige Konzession unter Auflagen erteilt. Bis zum 1. Februar 1837 mussten das Gesellschaftsstatut festgesetzt sein und zwei Drittel des Aktienkapitals gezeichnet sein. Zudem war ein Vertrag mit der Postverwaltung abzuschließen, die zwischen beiden Städten eine Kutschenverbindung betrieb.
Das Komitee rechnete anfangs mit einem Anlagekapital in Höhe von 1.700.000 Talern und jährlichen Betriebskosten von 100.000 Talern. Hierbei erhoffte man, 39.000 Personen und 20.000 Tonnen Güter jährlich transportieren zu können, was zu einer Kapitalrendite von gut fünf Prozent führen sollte. Nach Abschluss der ersten Vermessungen im Oktober 1836 waren nun Anlagekosten von rund 2.000.000 Talern veranschlagt. Davon lagen rund 1,55 Millionen Taler Anmeldung zur Aktienzeichnung vor. Für die Ausarbeitung beauftragte das Komitee den Königlichen Oberwegebau-Inspektor Friedrich Neuhaus. Nachdem dieser die weiteren Vermessungen anstellte, ermittelte er die Gesamtkosten auf 2.209.616 Taler, davon rund 135.000 Taler für Bauzinsen. Die Kostensteigerung ergab sich aus der Verwendung eines besseren Oberbaus und der Verlegung des Bahnhofes in Stettin in unmittelbare Odernähe. Neuhaus legte für seinen Kostenanschlag eine jährliche Reisendenzahl von 40.000 Personen zugrunde, die Einnahmen von 105.000 Talern verschaffen würden. Im Güterverkehr sollten weitere 152.500 Taler erwirtschaftet werden, was bei Betriebskosten von 90.000 Talern einen Jahresüberschuss von 158.500 Talern ergäbe. Somit wäre eine Verzinsung von 7,2 Prozent möglich gewesen. Zu diesem Zeitpunkt waren 1,6 Millionen Taler an Aktien gezeichnet worden.
Obwohl im März 1837 die fehlenden 600.000 Taler ebenfalls gezeichnet waren, kam es zu Verzögerungen. Hinsichtlich der mit der Postverwaltung zu treffenden Vereinbarungen waren noch nicht alle Fragen geklärt, zudem standen noch die Verhandlungen mit den staatlichen Behörden über das Gesellschaftsstatut aus. Die parallel zwischen dem Staat und den Komitees anderer Eisenbahnprojekte führten am 3. November 1838 zur Verabschiedung des Preußischen Eisenbahngesetzes. Weitere Änderungen an der Trasse ließen die Kosten auf 2.520.000 Taler steigen.

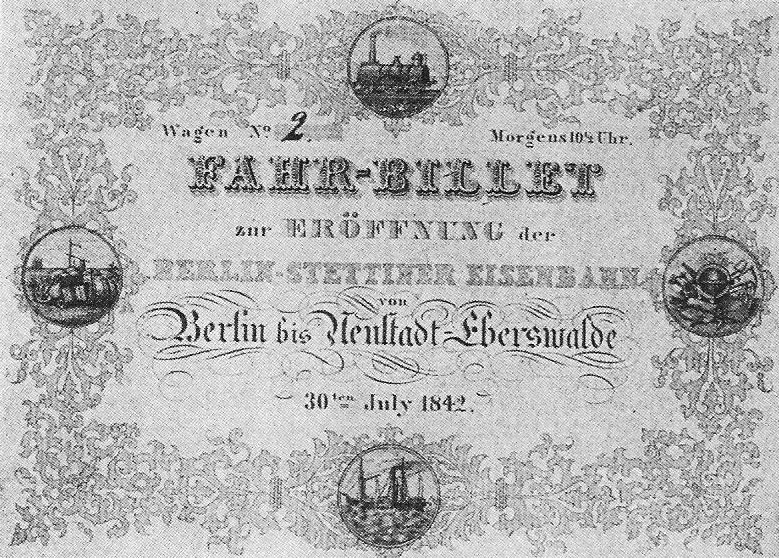
Fahrkarte für die Eröffnungsfahrt Berlin – Eberswalde, 1842

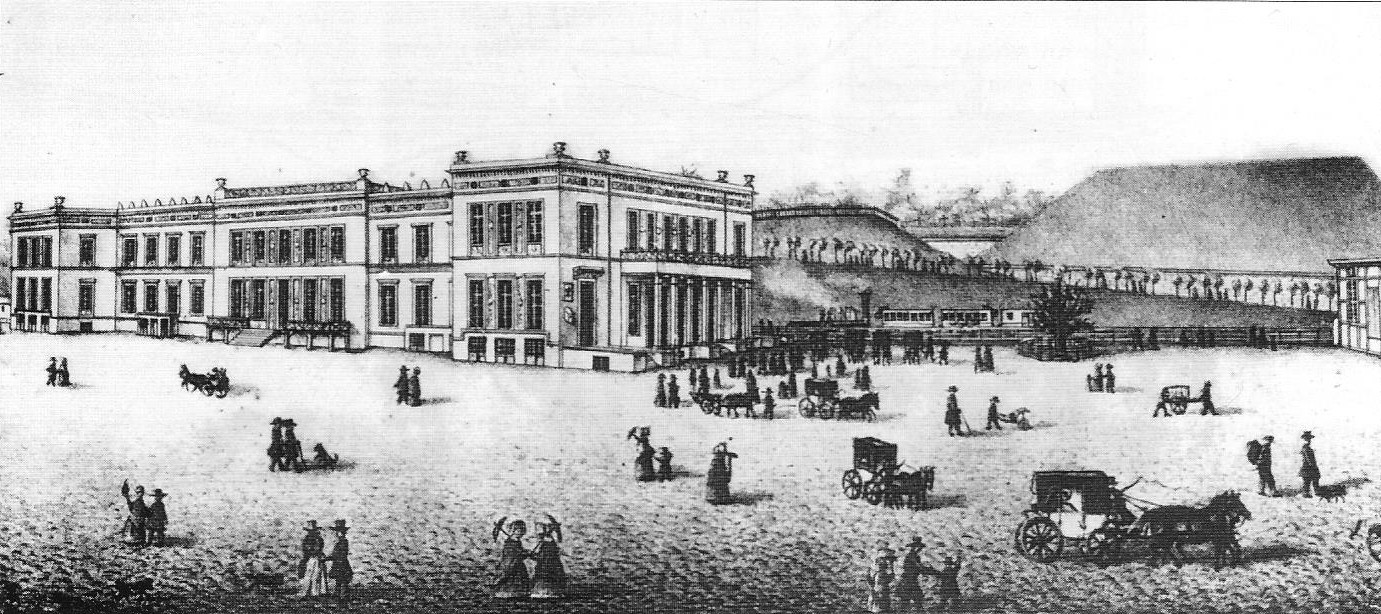
Bahnhof Stettin, um 1843

Infolge der fast dreijährigen Verzögerungen stellte das Komitee seinen Aktionären im Februar 1839 frei, ihre Zeichnungen zurückzufordern oder ihre Beteiligungen herabzusetzen. Von dem Recht machten die meisten Aktionäre Gebrauch, sodass nach Addition der gleichzeitigen Neuzeichnungen nur noch rund 762.000 Taler zur Verfügung standen. Die Stadt Stettin erklärte sich daraufhin bereit, 100.000 Taler zu zeichnen, eine Beteiligung der Stadt Berlin unterblieb hingegen. Während die Gesamtkosten auf 2.724.000 Taler weiter anstiegen, waren Ende 1839 nur 1.051.000 Taler Aktien gezeichnet. Daraufhin übernahm der altvorpommersche Kommunallandtag eine Zinsbürgschaft auf sechs Jahre nach Inbetriebnahme der Bahn für die noch zu zeichnenden rund 1,6 Millionen Taler. Der preußische König Friedrich Wilhelm III. stimmte dem Vorhaben am 3. Februar 1840 zu, woraufhin die Stadt Stettin weitere 500.000 Taler zeichnete.
Im Mai 1840 gab das Komitee bekannt, dass 2.731.250 Taler gezeichnet waren. Von dieser Summe entfielen:
- 1.203.900 Taler aus Stettin
- 0.442.650 Taler aus der übrigen Provinz Pommern
- 0.720.100 Taler aus Berlin
- 0.364.600 Taler aus den übrigen Orten und Gegenden

Am 13. Juni lud das Komitee zu einer dreitägigen Generalversammlung ein, auf der sich die Berlin-Stettiner Eisenbahn-Gesellschaft konstituierte. Das beschlossene Gesellschaftsstatut regelte in 60 Paragraphen die Einrichtung und den Zweck der Unternehmung, Rechte und Pflichte der Aktionäre, Verwaltung der gemeinsamen Angelegenheiten und dergleichen. Als Sitz der Gesellschaft wurde Stettin bestimmt, wo auch die fünf Mitglieder des Direktoriums ihren Wohnsitz hatten. Von den zwölf Mitgliedern des Verwaltungsrates mussten laut Statut mindestens vier in Stettin und vier weitere in Berlin ihren Wohnsitz haben. Das Anlagekapital wurde auf 2.724.000 Taler festgesetzt. Die Generalversammlung wählte die Mitglieder des Direktoriums und des Verwaltungsrates. Gleichzeitig wurde der Oberwegebau-Inspektor Neuhaus mit der Oberbauleitung und der Ausführung der Bahn beauftragt.
Der erste Spatenstich fand am 3. August bei Eberswalde statt, im Mai 1841 befand sich die gesamte Strecke im Bau. Die Arbeiten konzentrierten sich zunächst auf das Teilstück Berlin – Eberswalde. Am 19. Februar 1842 konnte die erste Probefahrt mit der Lokomotive Oder durchgeführt werden. Sie führte von Eberswalde etwa eine halbe preußische Meile in Richtung Berlin. Am 30. Juli 1842 erfolgte die feierliche Eröffnungsfahrt, zwei Tage darauf war die reguläre Betriebsaufnahme mit täglich zwei Personenzügen je Richtung. Die Strecke war bei Betriebsaufnahme die fünfte Eisenbahn Preußens. Am 15. November 1842 eröffnete die Gesellschaft die Strecke Eberswalde – Angermünde. Der uneingeschränkte Güterverkehr wurde am 12. Dezember 1842 aufgenommen, nachdem genügend Wagen vorhanden waren. Kleinere Mengen Güter und Eilgüter beförderte die Gesellschaft bis dahin in den Personenzügen.
Weitere umfangreiche Änderungen am Bau und den Fahrzeugen ließen die Projektkosten weiter ansteigen. Zu den genehmigten 2.724.000 Talern kamen Mehrkosten in Höhe von 957.397 Talern hinzu. Da auf der anderen Seite zu erwarten war, dass die Bahn mehr an sich ziehe, als ursprünglich erwartet, stimmte die Generalversammlung am 26. Mai 1842 einer Kapitalerhöhung um 500.000 Taler zu.
Ab Mitte Juli 1843 fanden die ersten Probefahrten auf dem letzten Teilstück statt, das am 15. August 1843 unter Anteilnahme von König Friedrich Wilhelm IV. eröffnet werden konnte. Im Jahresbericht für 1844 gab die Gesellschaft bekannt, dass sie für den Bau der Bahn bis dahin 3.803.734 Taler ausgab, weitere 255.521 Taler waren für Restarbeiten vorgesehen.

### Verlängerung nach Stargard und Integration in das Netz der Ostbahn
Mit der Konzession von 1840 war der Gesellschaft das Recht zugeteilt, Erweiterungen ihrer Strecken vorzunehmen. Die Generalversammlung erörterte daher am 26. Mai 1842 die Verlängerung der Stammstrecke von Stettin nach Stargard. Sie erhoffte sich dadurch eine bessere Ausgangslage hinsichtlich einer Ausdehnung nach West- und Ostpreußen. Die Aktionäre stimmten dem Vorhaben vorbehaltlich zu, sofern sich der Staat zur Übernahme der Vorarbeiten oder zumindest derer Kosten bereiterkläre. Dieser bewilligte am 26. Dezember 1842 durch Allerhöchste Kabinettsorder einen Beitrag von 3800 Talern. Zusätzlich überließ sie der Gesellschaft teilweise das benötigte Gelände. In einer weiteren Kabinettsorder vom 24. Mai 1843 wurde der BStE der Bau einer festen Oderquerung genehmigt, sofern diese die Schifffahrt nicht beeinträchtigte. In der Order wurde zudem explizit darauf verwiesen, dass aus der Streckenverlängerung kein Anspruch auf weitere Bahnen nach Osten entstünde.
Die Generalversammlung beschloss am 26. Mai 1843 den Bau der Verlängerung. Gleichzeitig erhöhte sie das Aktienkapital der Gesellschaft um 1,5 Millionen auf 4.224.000 Taler. Neben dem Streckenneubau waren davon 300.000 Taler für Restarbeiten an der Hauptstrecke und 100.000 Taler für den Reservefonds vorgesehen. Das Gesellschaftsstatut wurde entsprechend geändert und mit Kabinettsorder vom 26. Januar 1844 genehmigt.
Der Strecke wies mehrere Ingenieurbauwerke im Bereich des Odertals auf. Sechs größere Brückenbauwerke querten nacheinander Oder, Parnitz, Kleine Reglitz, Brünnekenstrom, Große Reglitz und Zeglin. Über die beiden erstgenannten Ströme war der Bau von Drehbrücken vorgesehen. Da deren Baugenehmigung durch den Finanzminister auf Grund von Bauänderungen noch ausstand, ließ die Gesellschaft Interimsbrücken errichten, um die Strecke rechtzeitig fertigstellen zu können. Am 1. Mai 1846 ging die Strecke für den regulären Personen- und Güterverkehr in Betrieb. Die Drehbrücken wurden im Folgejahr fertiggestellt.
Auf Grund der Fortifikationsbestimmungen für die Stadt Stettin war ein Oderübergang in direktem Anschluss an den Bahnhof nicht möglich. Die Brücke entstand am südlichen Bahnhofskopf, sodass Züge von und nach Stargard über eine Spitzkehre fahre mussten. Nach Schleifung der Festungsanlagen konnte der Bahnhof 1869 in eine Durchgangsstation umgebaut werden.
Die Strecke nach Stargard erfüllte nicht die Erwartungen; 1846 war ein Zuschuss von 46.264 Talern erforderlich. Zur gleichen Zeit formierte sich die Stargard-Posener Eisenbahn-Gesellschaft. Das ebenfalls in Stettin ansässige Unternehmen plante eine Verbindung von Stargard nach Posen und war an einem durchgehenden Betrieb bis Stettin interessiert, was wiederum der BStE entgegenkam. Am 1. Juli 1847 schlossen beide Gesellschaften einen zunächst auf sechs Jahre gültigen Pachtvertrag ab. Die Stargard-Posener Eisenbahn trug demnach sämtliche Betriebs- und Instandhaltungskosten der Strecke mit Ausnahme des Abschnittes im Odertal und war berechtigt, verschiedene Anlagen der BStE zu nutzen. Der Großteil des Personals ging ebenfalls an die Stargard-Posener Eisenbahn über, die für die Zweigbahn beschafften Lokomotiven und Wagen verblieben bei der BStE. Die Strecke wurde in zwei Schritten bis 10. August 1848 eröffnet.
Da die Stargard-Posener Eisenbahn nur dünn besiedeltes Gebiet erschloss, blieb auf sie hinter ihren Erwartungen zurück. Sie trat daher Verwaltung und Betrieb zum 1. Juli 1851 an die Königliche Eisenbahn-Direktion der Ostbahn in Bromberg ab. Diese trieb den Bau einer Eisenbahnverbindung von Berlin nach Ostpreußen voran. Am 27. Juli 1851 nahm die Direktion die Verbindung von Kreuz über Schneidemühl nach Bromberg in Betrieb, am 6. August 1852 folgte die Strecke von Bromberg über Dirschau nach Danzig. Bis zur Eröffnung der kürzeren Verbindung von Kreuz über Küstrin nach Frankfurt (Oder) im Jahr 1857 wurde der Ostbahnverkehr von und nach Berlin über sie abgewickelt.

### Hinterpommersche Eisenbahn
Der Weiterbau von Stargard nach Hinterpommern geschah auf Veranlassung des Staates unter Gewährung einer Zinsgarantie. Damit sicherte sich Preußen das Recht einer Übernahme zu, sollten die Strecken auf Dauer keinen Gewinn einfahren. Am 18. August 1856 erhielt die BStE die Konzession für die Strecken Stargard – Belgard – Köslin und Belgard – Kolberg erteilt. Diese wurden am 1. Juni 1859 eröffnet. Infolge der Streckenverlängerung endete am 1. Januar 1860 das Pachtverhältnis mit der Stargard-Posener Eisenbahn-Gesellschaft über die Strecke Stettin – Stargard.
Im Januar 1867 wurde die Verlängerung der Stammbahn von Köslin über Stolp nach Danzig beschlossen. Nachdem am 24. April 1867 die Konzession erteilt worden war, wurde die rund 200 Kilometer lange Strecke in drei Abschnitten eröffnet, am 1. September 1869 von Köslin nach Stolp, am 1. Juli 1870 von Danzig nach Zoppot sowie am 1. September 1870 der fehlende Abschnitt zwischen Stolp und Zoppot. Die Strecken wurden wiederum unter Gewährleistung einer Zinsgarantie errichtet.

### Vorpommersche Eisenbahn

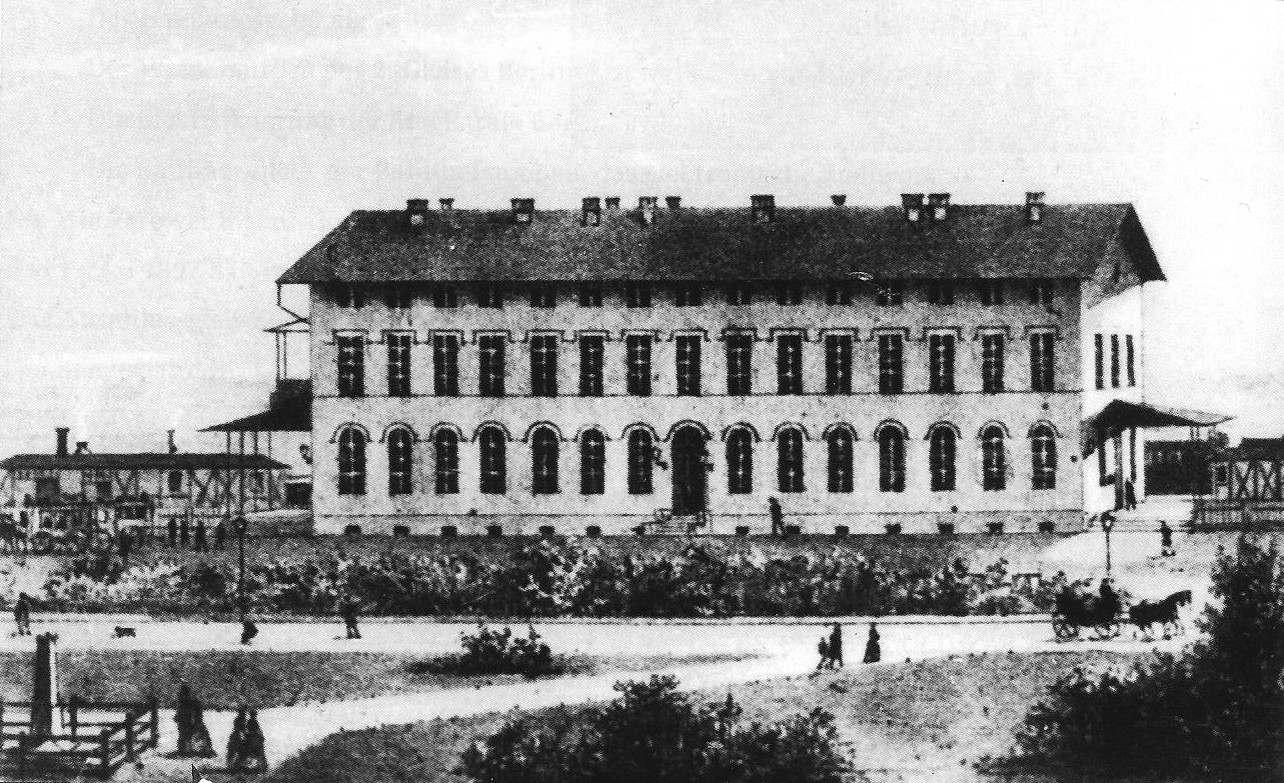
Bahnhof Greifswald, 1868

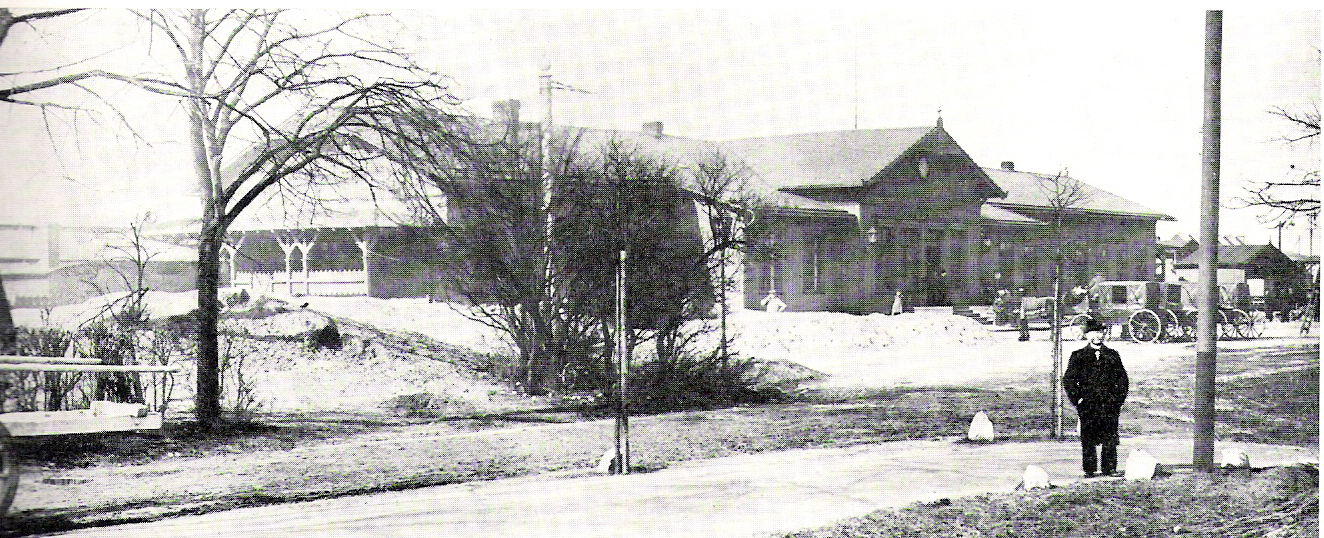
Bahnhof Stralsund, um 1870

Die Stadt Prenzlau in der Uckermark bemühte sich bereits beim Bau der Stammbahn um einen Anschluss an diese. Trotz einer Zusage von 50.000 Talern bei Änderung der Trasse kam es lediglich zum Bau eines Bahnhofs in Passow, von wo aus eine Kutschverbindung bestand. Mitte der 1840er-Jahre stellte die Stadt einen Antrag auf Errichtung einer Zweigbahn vom Bahnhof Passow, Unterstützung kam von den vorpommerschen Städten Anklam und Greifswald. In Stralsund tauchten zur selben Zeit Pläne für eine konkurrierende Strecke nach Berlin über Neubrandenburg auf. Friedrich Wilhelm IV. konzessionierte zunächst diese später als Berliner Nordbahn bezeichnete Bahn. Am 16. November 1853 stimmte der König dem Bau der Strecke Passow – Greifswald zu, außerdem genehmigte er zwei Zweigbahnen von Züssow nach Wolgast sowie von Stettin nach Pasewalk. Für eine Verlängerung nach Stralsund hatte er sich eine Entscheidung vorbehalten. Die Gesellschaft nahm den Bau dennoch nicht in Angriff, da der Staat es ablehnte, das benötigte Gelände kostenlos bereitzustellen und sich finanziell am Bau zu beteiligen.
Im Jahr 1860 wurde der südliche Ausgangspunkt der Bahn in Angermünde festgelegt, wodurch sich die Gesellschaft einen besseren Anschluss dieser in Richtung Berlin erhoffte. Stralsund, das bis dahin an den Plänen der Nordbahn festhielt, änderte nach dem vorübergehenden Scheitern dieses Projektes seine Meinung. Im Dezember 1860 stimmte der neuvorpommersche Kommunallandtag der Verlängerung nach Stralsund zu. Anfang 1861 erklärte sich der preußische Staat bereit, den Bau finanziell zu unterstützen. Im April 1861 stimmte die Generalversammlung der BStE dem Vorhaben zu. Das preußische Herrenhaus gewährte kurz darauf eine Zinsgarantie in Höhe von 4,5 Prozent auf das Anlagekapital bis auf eine Höhe von 12.000.000 Talern. Der Staat behielt sich unter anderem das Recht vor, bei Leistung eines Zuschusses in fünf aufeinander folgenden Betriebs-Kalenderjahren die Verwaltung und den Betrieb der Bahnen zu übernehmen. Das entsprechende Gesetz wurde am 22. Mai 1861 verabschiedet, der neue König Wilhelm I. unterzeichnete am 21. Juni 1861 die Konzessionsurkunde. Die Genehmigung umfasste auch die Zweigstrecken Züssow – Wolgast und Stettin – Pasewalk.
Die Angermünde-Stralsunder Zweigbahn wurde 1863 in zwei Abschnitten eröffnet. Am 16. März ging der Abschnitt zwischen Angermünde und Anklam einschließlich der Zweigbahn Pasewalk – Stettin in Betrieb. Am 26. und 27. Oktober fand die Eröffnungsfahrt nach Stralsund unter Beisein von Wilhelm I. statt. Am 1. November 1863 war die Betriebsaufnahme zwischen Anklam und Stralsund, zusammen mit der Strecke Züssow – Wolgast.
Die Verbindung zwischen Stettin und Pasewalk wurde drei Jahre später, am 15. Dezember 1866, nach Strasburg (Uckermark) verlängert, wo ab dem 1. Januar 1867 Anschluss an das Netz der Mecklenburgischen Friedrich-Franz-Eisenbahn bestand. Nach weiteren Streckeneröffnungen im Westen Mecklenburgs bestand damit ab 1870 eine durchgehende Schienenverbindung von Stettin nach Lübeck.

### Konkurrenzlinie zur Ostsee

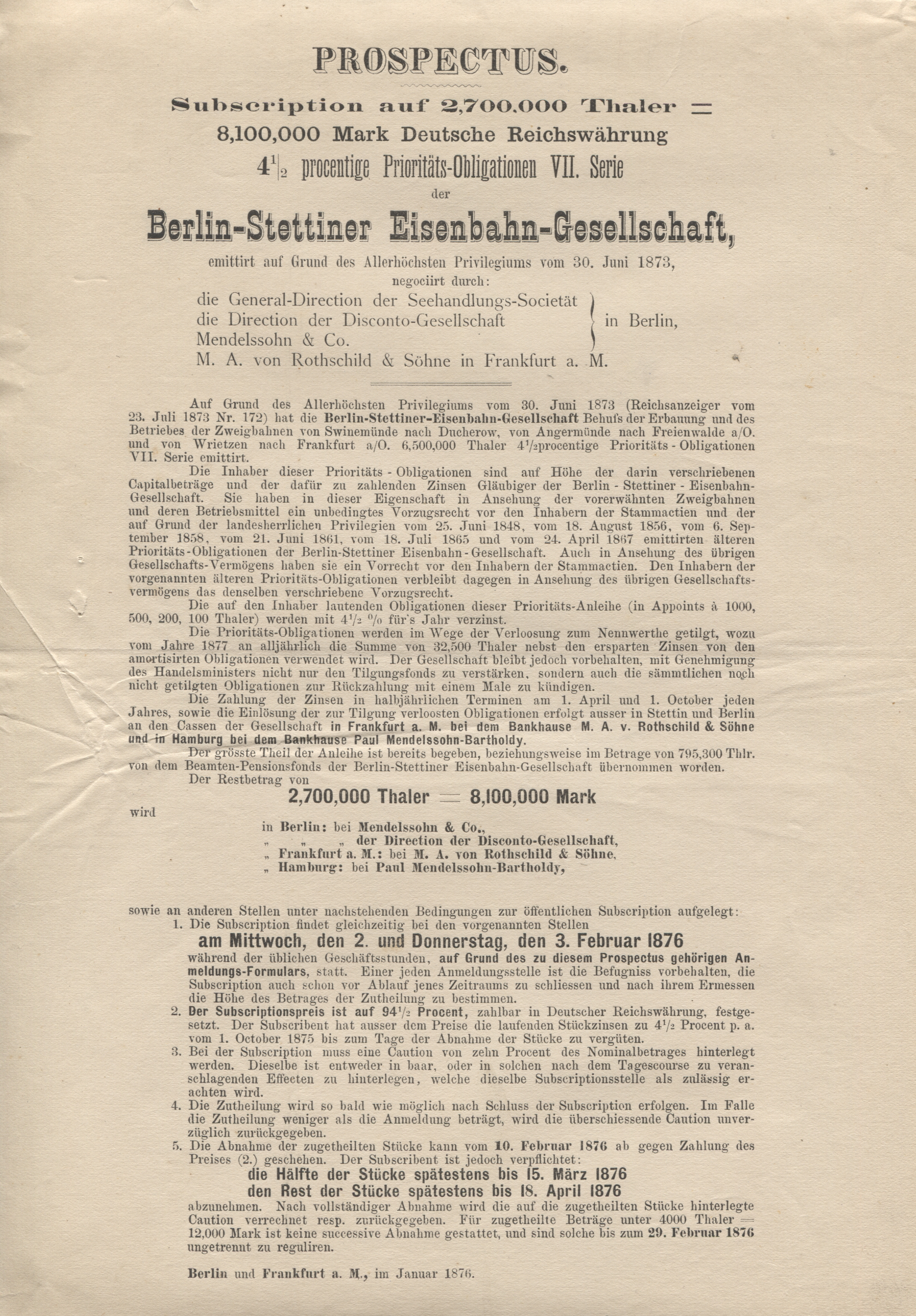
Prospekt der 1876er Obligationen der Berlin-Stettiner Eisenbahn-Gesellschaft

Nach dem Anschluss Eberswaldes an die Bahn bemühten sich Kaufleute aus Wriezen und Freienwalde um den Bau einer Zweigbahn in das Oderbruch. Das Oberpräsidium Potsdam beantwortete einen entsprechenden Antrag vom Frühjahr 1859 positiv, woraufhin der Landrat des Kreises Oberbarnim, Alexis von Haeseler, die Gründung eines Eisenbahn-Komitees veranlasste. Die daraufhin geführten Verhandlungen mit der BStE zogen sich zunächst in die Länge. Preußens Handelsminister Itzenplitz bewertete das Projekt positiv, da er ihr nach der Verlängerung zur Ostbahn Berlin – Küstrin größere Bedeutung anmutete. Am 7. Dezember 1863 erging die Konzession für den Bau der knapp 30 Kilometer langen Bahn. Am 15. Dezember 1866 ging die Zweigbahn Eberswalde – Wriezen in Betrieb.
1872 fasste die Gesellschaft den Entschluss zum Bau einer Zweigbahn Ducherow – Swinemünde. Ältere Projekte sahen eine ähnliche Streckenführung über Anklam mit einer möglichen Fortsetzung über Friedland nach Neubrandenburg vor. Parallel dazu plante die Breslau-Schweidnitz-Freiburger Eisenbahn-Gesellschaft (BSF) eine Anbindung Swinemündes über Wollin. Der preußische Handelsminister lehnte eine Beteiligung an dem Projekt ab und empfahl die Finanzierung durch private Geldgeber. Die Swinemünder Bahn war gleichzeitig als Teil einer Fernverbindung vom Oberschlesischen Kohlerevier zur Ostsee gedacht. Sie stand damit in direkter Konkurrenz zur Bahnstrecke Breslau – Cüstrin – Stettin der BSF. Mit der Bahn nach Swinemünde wollte die Gesellschaft eine Ausweichmöglichkeiten für den Stettiner Hafen anbieten, wenn dieser bei Zufrieren des Stettiner Haffs nicht mehr hätte angelaufen werden können.
Die Finanzierung erfolgte über ein Konsortium, das vom Bankhaus Mendelssohn angeführt wurde und dem außerdem die Preußische Seehandlung, die Disconto-Gesellschaft und das Bankhaus Rothschild angehörten. Am 11. Dezember 1872 wurden die Strecken konzessioniert. 1873 begannen die Arbeiten zum Bau der Strecke. Die Betriebsaufnahme zwischen Ducherow an der Angermünde-Stralsunder Bahn und Swinemünde erfolgte am 15. Mai 1876. In südlicher Verlängerung ging 1876 die Strecke Wriezen – Letschin in Betrieb, 1877 folgten die Strecken Angermünde – Freienwalde und Letschin – Seelow – Frankfurt (Oder).

### Übernahme durch den preußischen Staat

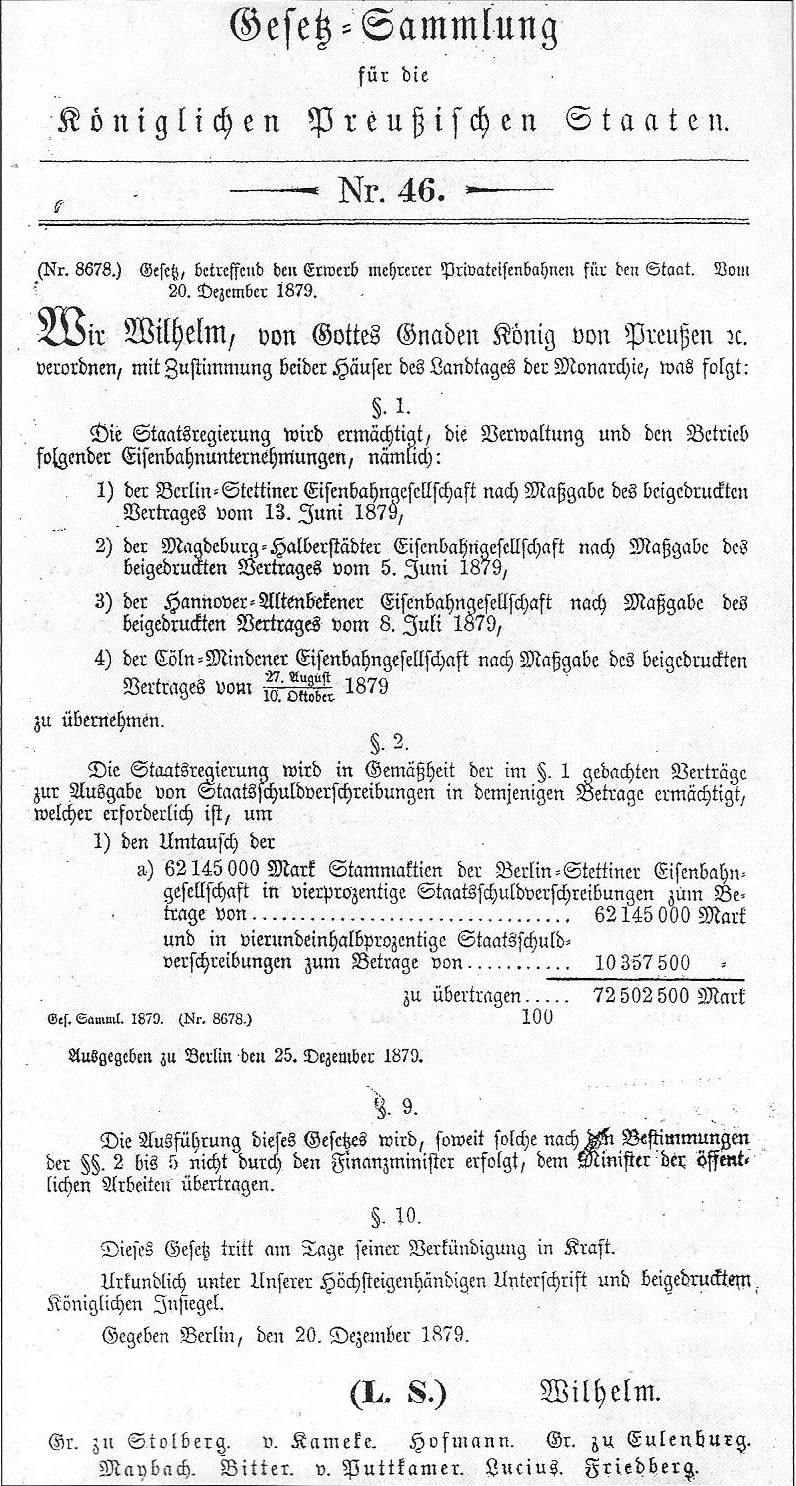
Gesetz, betreffend den Erwerb mehrerer Privateisenbahnen für den Staat, 1879

Ab Mitte der 1870er-Jahre intensivierte der preußische Staat seine Bemühungen zur Verstaatlichung der privaten Eisenbahn-Gesellschaften. Durch den Gründerkrach von 1873 waren viele Gesellschaften wirtschaftlich geschwächt, sodass sich für den Staat ein günstiger Zeitpunkt zum Kauf der Gesellschaften ergab. Am 1. Januar 1878 übernahm Preußen kraft des ihm durch die Zinsgarantie gewährten Übernahmerechts die Verwaltung und den Betrieb auf der Hinterpommerschen Bahn. Die Strecken fuhren zuletzt nicht die gewünschten Ergebnisse ein und belasteten den Fiskus 1877 mit 19,9 Millionen Mark. Die Strecken wurden der Königlichen Eisenbahn-Direktion (KED) der Ostbahn in Bromberg unterstellt.
Eine ähnliche Situation war auf der Vorpommerschen Bahn zu beobachten, die den Fiskus 1878 mit 14,8 Millionen Mark belastete. Lediglich auf der Stammbahn fuhr das Unternehmen noch Gewinne ein. Dennoch sah sich dieses durch die Strecke Breslau – Stettin der Breslau-Schweidnitz-Freiburger Eisenbahn-Gesellschaft und der ab 1877 eröffneten Berliner Nordbahn in seiner Existenz bedroht. Das Direktorium bot daher dem Staat die Gesellschaft zum Kauf an. Nachdem die Aktionäre dem Vorhaben am 29. Mai 1879 zustimmten, konnte der Kaufvertrag am 13. Juni 1879 abgeschlossen werden. Verwaltung und Betrieb der Bahn sollten rückwirkend zum 1. Januar 1879 auf Rechnung des Staates erfolgen. Der Eigentumsübergang war auf den Beginn des zweiten Monats nach Abschluss der Kaufvertrages festgelegt.
Das Preußische Abgeordnetenhaus erließ am 20. Dezember 1879 ein Gesetz zum Erwerb mehrerer Privatbahnen durch den Staat. Am 29. Dezember 1879 erging die Allerhöchste Kabinettsordner über die Einrichtung der Königlichen Eisenbahn-Direktion der Berlin-Stettiner Eisenbahn mit Sitz in Stettin. Die Direktion nahm ihren Sitz in dem vormaligen Geschäftsgebäuden der BStE, wo diese bis zur Eigentumsübergabe am 1. Februar 1880 ihre Tätigkeit im Auftrag des Staats ausübte. Das Direktorium bestand daneben bis zur Übernahme der Anleihen durch den Staat als Selbstschuldner im Jahr 1885 weiter.
Die erst ein Jahr bestehende Königliche Eisenbahn-Direktion der Berlin-Stettiner Eisenbahn wurde durch Kabinettsorder vom 23. Februar 1881 zum 31. März 1881 aufgelöst und die Verwaltung der Strecken auf die Königliche Eisenbahn-Direktion Berlin übertragen. In Stettin waren zwei Betriebsämter eingerichtet. Dem Betriebsamt Berlin-Stettin unterstanden die Stammstrecke Berlin – Stettin – Stargard und die östlich davon gelegenen Strecken, dem Betriebsamt Berlin-Stralsund waren die Vorpommersche Bahn und ihre Nebenstrecken zugeordnet. Die Hinterpommerschen Bahnen verblieben bei der KED Bromberg, die ab 1890 auf für den Streckenabschnitt Stettin – Stargard zuständig war.
Im Zuge der Neuordnung der preußischen Eisenbahndirektionen wurde unter anderem die KED Stettin am 1. April 1895 neu gegründet. Neben weiteren Strecken umfasste diese den Großteil des Streckennetzes der ehemaligen BStE. Der Abschnitt Berlin – Bernau der Stammbahn verblieb bei der KED Berlin. Ein Teilstück der Strecke Eberswalde – Frankfurt (Oder) kam zur KED Posen.

## Streckennetz

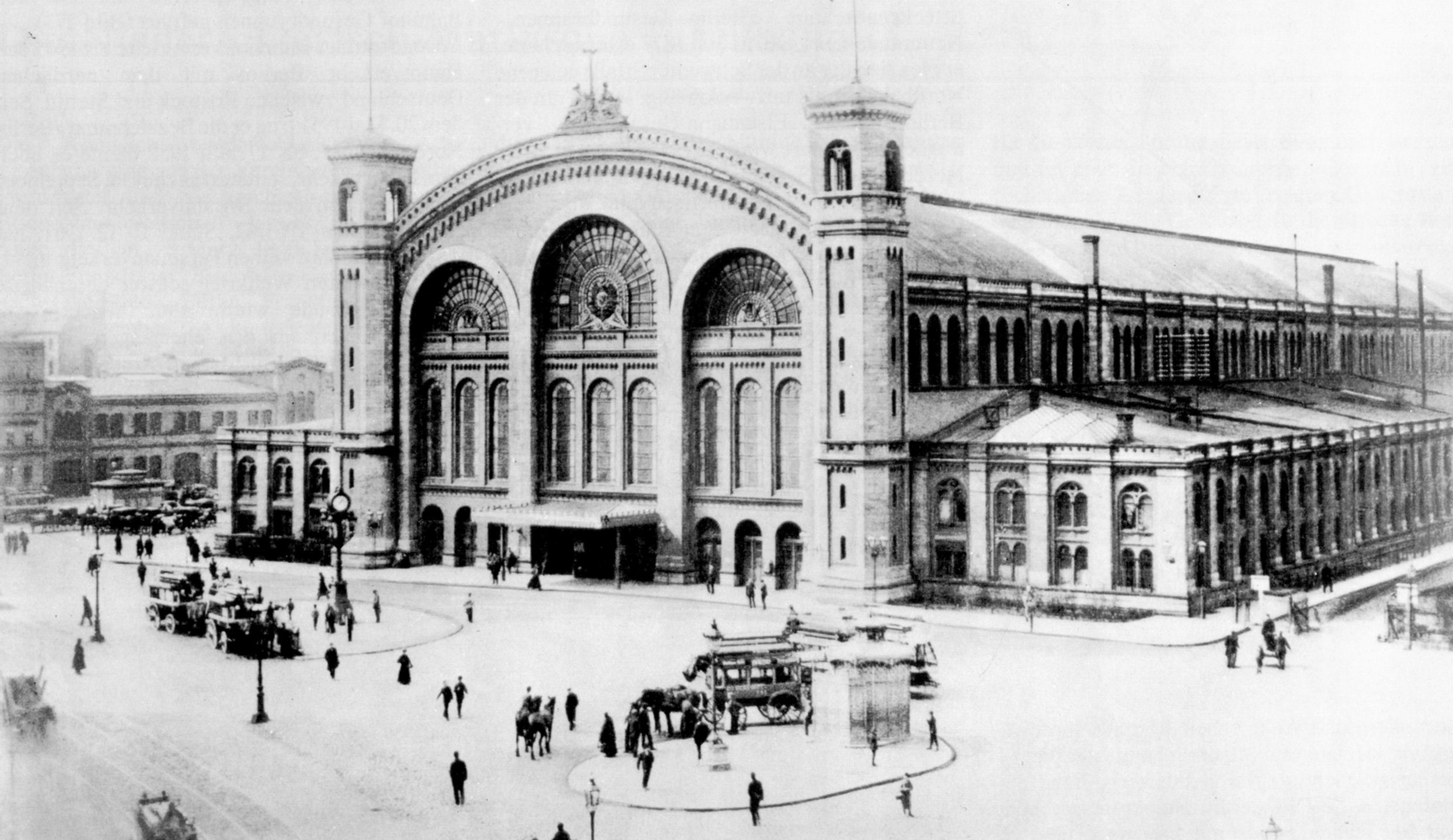
Stettiner Bahnhof in Berlin, um 1875

Das Netz der BStE wurde in vier Teilbereiche gegliedert. Diese Aufteilung ist auf die Zinsgarantien zurückzuführen, die beim Bau der Hinterpommerschen und Vorpommerschen Eisenbahn von staatlicher Seite gewährleistet wurden. Die Aufteilung in die Teilnetze
- Netz A: Stammbahn
- Netze B und D: Hinterpommersche Eisenbahn
- Netz C: Vorpommersche Eisenbahn

spiegelte sich auch in der Bezeichnung der Triebfahrzeuge wider. Der Stammbahn gehörten neben der Hauptstrecke Berlin – Stettin – Stargard die östlich dieser gelegenen Strecken an. Die Hinterpommersche Eisenbahn umfasste die Strecken Stargard – Köslin/Kolberg und Kolberg – Danzig, die Vorpommersche Eisenbahn die Strecken Angermünde – Stralsund und ihre Zweigbahnen. Die Gesamtstreckenlänge lag bei rund 960 Kilometern, je nach Quelle schwanken die Angaben zwischen 956 und 994 Kilometern Streckenlänge. Davon waren 805 Kilometer als Hauptbahn klassifiziert, die übrigen Abschnitte als Nebenbahn.
Die Strecken waren überwiegend eingleisig, teilweise war eine Erweiterung auf zwei Streckengleise beim Streckenbau berücksichtigt worden. Der Abschnitt Berlin – Angermünde erhielt 1863 das zweite Gleis. Ab 1873 war die Strecke Angermünde – Stettin – Stargard zweigleisig. Weitere Abschnitte folgten nach der Verstaatlichung.
| Streckenabschnitt                       | Länge (in km) | Eröffnung  | Netz |
| --------------------------------------- | ------------- | ---------- | ---- |
| Berlin – Eberswalde                     | 045,2         | 30.07.1842 | A    |
| Eberswalde – Angermünde                 | 025,6         | 15.11.1842 | A    |
| Angermünde – Stettin                    | 063,7         | 15.08.1843 | A    |
| Stettin – Stargard                      | 034,5         | 01.05.1846 | A    |
| Stargard – Köslin                       | 135,3         | 01.06.1859 | B    |
| Belgard – Kolberg                       | 035,8         | 01.06.1859 | B    |
| Hafenbahn Kolberg                       | 001,4         | 01.06.1859 | B    |
| Angermünde – Anklam                     | 104,6         | 16.03.1863 | C    |
| Stettin – Pasewalk                      | 041,9         | 16.03.1863 | C    |
| Anklam – Stralsund                      | 065,2         | 01.11.1863 | C    |
| Züssow – Wolgast                        | 017,8         | 01.11.1863 | C    |
| Hafenbahn Stralsund                     | 003,2         | 01.11.1863 | C    |
| Wolgast – Wolgast Hafen                 | 001,6         | 23.08.1864 | C    |
| Hafenbahn Greifswald                    | 002,7         | 10.03.1865 | C    |
| Eberswalde – Wriezen                    | 030,2         | 15.12.1866 | A    |
| Pasewalk – Strasburg                    | 023,7         | 15.12.1866 | A/C  |
| Hafenbahn Niederfinow                   | 001,2         | 00.00.1868 | A    |
| Köslin – Stolp                          | 067,1         | 01.07.1869 | D    |
| Danzig – Zoppot                         | 011,7         | 01.07.1870 | D    |
| Stolp – Zoppot                          | 119,5         | 01.09.1870 | D    |
| Ducherow – Swinemünde                   | 037,8         | 15.05.1876 | A/C  |
| Wriezen – Letschin                      | 017,7         | 01.07.1876 | A    |
| Angermünde – Freienwalde                | 030,0         | 01.01.1877 | A    |
| Letschin – Seelow                       | 011,9         | 01.01.1877 | A    |
| Seelow – Frankfurt (Oder)               | 024,0         | 15.05.1877 | A    |
| Güterverbindungsbahn Stettin            | 001,2         | 01.08.1877 | A    |
| Hafenbahn Swinemünde                    | 001,9         | 15.01.1878 | A/C  |
| Frankfurt (Oder) – Frankfurt (Oder) Vbf | 002,4         | 01.01.1879 | A    |
| Verbindung zur Berliner Ringbahn        | 001,3         | 00.00.1880 | A    |

## Fahrzeuge

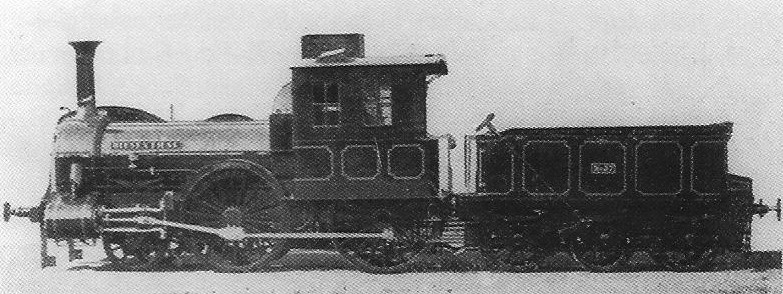
BIESENTHAL, Baujahr 1864

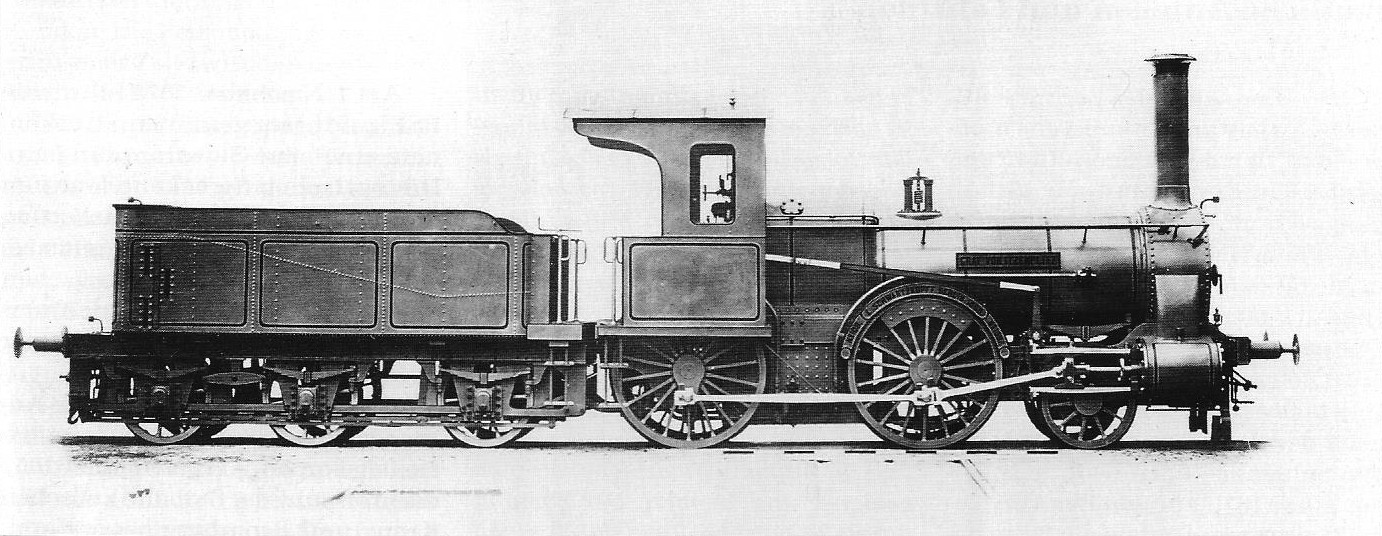
GRAF VON ITZENPLITZ, Baujahr 1869

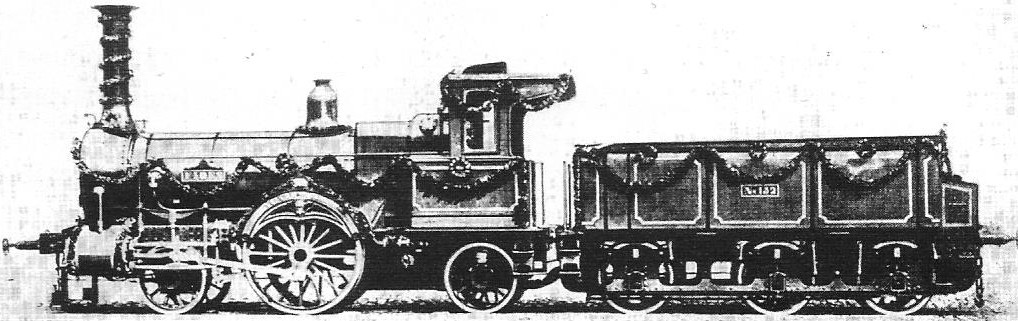
FIDES, Baujahr 1870

### Lokomotiven

#### Entwicklung des Lokomotivparks
Neuhaus’ Kostenvoranschlag von 1839 sah die Beschaffung von zehn Lokomotiven vor. Von den ersten Maschinen wurden zwei bei Sharp, Roberts and Company in Manchester und zwei weitere bei Norris in Philadelphia gefertigt. Von den amerikanischen Lokomotiven soll eine bei der Überfahrt gesunken sein. Die Loks standen für Bau- und Probezüge zur Verfügung. Zur Eröffnung des Abschnittes Berlin – Eberswalde lieferte Borsig drei weitere Maschinen. Zwei der Loks waren nach Bauart der Norris-Lokomotive (2A n2), das dritte Exemplar war in der Bauart 1A1 n2 ausgeführt. Die Lokomotive wurde auf den Namen BAER getauft und zog den Eröffnungszug. Für die Fortsetzung nach Angermünde kam die BLÜCHER zum Einsatz, der Eröffnungszug 1843 nach Stettin war mit den Borsig-Maschinen BAER und HERCULES bespannt. Im gleichen Jahr fand bei Chorin eine Wettfahrt statt, bei dem die englischen Maschinen gegenüber einer Lokomotive von Borsig das Nachsehen hatten.
Im Werk Die Eisenbahnen Deutschlands. – Statistisch-geschichtliche Darstellung ihrer Entstehung, ihres Verhältnisses zu der Staatsgewalt, so wie ihrer Verwaltungs- und Betriebs-Einrichtungen. aus dem Jahr 1843 von Friedrich Wilhelm von Reden sind (auf Seite 248) jedenfalls folgende erste zehn Lokomotiven aufgeführt:
- vier von Sharp Roberts in Manchester,
- zwei von Norris in Philadelphia,
- drei von Borsig in Berlin,
- eine der Société du Rénard in Brüssel, mit dem Vermerk „auf Probe“.

Borsig wurde in den ersten zwei Jahrzehnten zum Stammlieferanten der BStE, bis 1859 bestellte die Gesellschaft ausschließlich bei Borsig. Mit der Eröffnung der Hinterpommerschen Bahn von Stargard nach Köslin und Kolberg kamen erstmals zwei Lokomotiven der Stettiner Maschinenbau AG Vulcan zum Einsatz. Ab 1869 griff die BStE auch auf andere Hersteller wie Wöhlert und Schwartzkopff zurück.
In den ersten 20 Betriebsjahren dominierten die Maschinen der Achsfolge 1A1, da diese im Flachland universell einsetzbar waren. Mit dem Anstieg der Wagenlasten waren sie ab den 1860er-Jahren vorwiegend im Personenzugdienst anzutreffen. Die Güterzüge wurden ab dieser Zeit mit B- und C-gekuppelten Lokomotiven bespannt. Ab 1869 beschaffte die BStE für ihre vier Teilnetze gleiche Lokomotiven. Sieben Jahre darauf einigten sich die größeren preußischen Privatbahnen zur Beschaffung einheitlicher Typen. Zunächst waren eine Personenzuglok – die spätere P 2 – und einer Güterzuglok – die spätere G 3 – vorgesehen.
Bis Ende 1842 hatte die Gesellschaft neun Lokomotiven im Bestand. 1843 waren es 14 Maschinen, 1850 waren es 26 und 1860 waren 58 Lokomotiven im Bestand. Ende 1876 waren auf allen vier Teilnetzen 308 Lokomotiven im Einsatz. 1881 folgte eine Lieferung von sechs Lokomotiven, deren Bestellung vor der Verstaatlichung erfolgte. Insgesamt beschaffte die Gesellschaft 365 Lokomotiven bei zwölf Herstellern.
- 117 Lok.: Stettiner Maschinenbau AG Vulcan (Bredow)
- 090 Lok.: August Borsig (Berlin)
- 054 Lok.: F. Wöhlert’sche Maschinenbau-Anstalt und Eisengiesserei (Berlin)
- 010 Lok.: Fox, Walker & Co. (Bristol)
- 006 Lok.: Sharp, Roberts & Co. (Manchester)
- 006 Lok.: Hohenzollern AG für Lokomotivbau (Düsseldorf)
- 006 Lok.: Krauß & Comp. (München)
- 006 Lok.: Maschinenbauanstalt F. Schichau (Elbing)
- 004 Lok.: Eisengießerei und Maschinenfabrik Louis Schwartzkopff (Berlin)
- 002 Lok.: Werkstatt Stettin
- 002 Lok.: Norris Locomotive Works (Philadelphia)
- 002 Lok.: Jones & Potts (Newton-le-Willows)

Auf dem Netz A waren 208 Lokomotiven im Einsatz, 59 Lokomotiven liefen im Netz B, 55 im Netz C und 43 Lokomotiven im Netz D.

#### Bezeichnung der Lokomotiven
Die Lokomotiven waren anfangs mit Namen in Großbuchstaben bezeichnet. Die Namen richteten sich beispielsweise nach Orten an der Strecke (BERLIN, ANGERMÜNDE, STETTIN), nach Tieren (BAER, ELEPHANT, ADLER) oder auch Figuren aus der Mythologie (HERCULES, PROMETHEUS, AJAX). Einzelne Namen wurden nach Ausmusterung der Maschinen wieder neu vergeben. Ab 1858 versah die Gesellschaft ihre Lokomotiven zusätzlich mit Betriebsnummern. Diese setzte sich aus einem Kennbuchstaben für das Teilnetz (A, B, C und D) und einer angehängten Ordnungsnummer zusammen. Lok und Tender erhielten dieselbe Nummer zugeteilt. Die Fahrzeuge vom Netz A führten die Betriebsnummern 1–50, später auch 151–173, die Lokomotiven vom Netz B die Nummern 51–83, vom Netz C 101–136 und vom Netz D 201–234. Im Jahr 1873 führte die BStE einen neuen Nummernplan ein. Der Kennbuchstabe wurde mit einer Nummer entsprechend der Fahrzeuggattung kombiniert. Nummern ab 1 waren für Schnell- und Personenzuglokomotiven mit Schlepptender vorgesehen, Nummern ab 101 für Güterzuglokomotiven mit Schlepptender und Nummern ab 201 für Tenderlokomotiven. Jedes Netz zählte für sich. Die Namen der älteren Lokomotiven bestanden parallel hierzu weiter, die nach 1873 beschafften Fahrzeuge erhielten keine Namen. Ab 1883 wurden die Fahrzeuge nach dem Bezeichnungsschema der Preußischen Staatsbahn, bestehend aus dem Direktionsnamen und einer Ordnungsnummer, sortiert.

### Reise- und Güterzugwagen
| Jahr          | Netz A        | Netz B        | Netz C        | Netz D        | Gesamt        |
| Reisezugwagen | Reisezugwagen | Reisezugwagen | Reisezugwagen | Reisezugwagen | Reisezugwagen |
| ------------- | ------------- | ------------- | ------------- | ------------- | ------------- |
| 1843          | 61            | –             | –             | –             | 61            |
| 1860          |               |               | –             | –             | 80            |
| 1870          | 111           | 50            | 95            | 42            | 298           |
| 1876          | 234           |               | 110           |               |               |
| 1878          | 229           | 68            | 111           | 118           | 526           |
| Güterzugwagen |               |               |               |               |               |
| 1843          | 134           | –             | –             | –             | 134           |
| 1860          |               |               | –             | –             | 204           |
| 1870          | 670           | 344           | 638           | 368           | 2020          |
| 1876          | 2107          |               | 808           |               |               |
| 1877          | 2105          | 600           | 808           | 637           | 4150          |

Die Gesellschaft beschaffte zunächst rund 200 Wagen, davon 78 Reisezugwagen und zwei zur Personenbeförderung zugelassene Güterwagen. Der Reisezugwagenpark setzte sich zusammen aus 25 zweiachsigen Personenwagen (vier Wagen 1. Klasse, zehn Wagen 2. Klasse, elf Wagen 3. Klasse), 36 dreiachsigen Personenwagen (zwei Wagen 1./2. Klasse, zehn Wagen 2. Klasse, 24 Wagen 3. Klasse), acht zweiachsigen Gepäckwagen, drei Postwagen und sechs vierachsigen Heizwagen. Für Ende 1843 wird ein Bestand von 61 Reisezug- und 134 Güterwagen benannt.